# Hachette Livre
Hachette Livre S.A. je francouzské nakladatelství. Sídlí od roku 2015 ve Vanves u Paříže a v jeho čele stojí Arnaud Lagardère.
Za počátek firmy je považován 17. srpen 1826, kdy šestadvacetiletý Louis Hachette koupil knihkupectví Brédif v pařížské Quartier de la Monnaie. Začal vydávat beletrii i cestovní průvodce, velmi lukrativní zakázkou pro něj byly učebnice pro francouzské školy. Od roku 1846 firma nesla název L. Hachette et Compagnie. Zvýšení obratu dosáhla také díky síti 1 200 knižních prodejen na nádražích. Roku 1855 začala vydávat vlastní časopis Journal pour tous. Pro rozvětvené obchodní aktivity a typickou barvu obálek dostalo vydavatelství přezdívku la pieuvre verte („zelená chobotnice“). Po koupi nakladatelství Jules Hetzel získala firma práva na díla Julese Verna. V roce 1919 se stala akciovou společností. Po druhé světové válce začala expandovat do zahraničí, vznikly pobočky ve Velké Británii, Španělsku, USA, Itálii a dalších zemích. Od roku 1980 patří koncernu Matra, později Lagardère Group. V roce 2004 se stala součástí skupiny také Éditions Larousse. Roku 2024 vznikl holding Louis Hachette Group, jehož vlastníkem je Vincent Bolloré.
Hachette je největším nakladatelstvím ve Francii a třetím největším na světě. Ročně vydává 15 000 titulů a v roce 2023 dosáhlo globálního výnosu 2,8 miliardy eur. Vedle knih vydává také sběratelské partworky.